# Kultur 2007–2013
Kultur 2007–2013 ist ein mehrjähriges Kulturförderprogramm der EU, mit dem Ziel, die europäische Zusammenarbeit im Bereich der Kultur zu fördern. Dadurch soll das gemeinsame europäische Kulturerbe gestärkt und die Europäische Bürgerschaft gefördert werden. Das Programm ist am 1. Januar 2007 gestartet und wird am 31. Dezember 2013 enden.

## Hintergrund
Die Rechtsgrundlage für das Kulturförderprogramm liefert der Artikel 167 des Vertrags über die Arbeitsweise der Europäischen Union. Durch ihn soll die kulturelle Vielfalt gefördert und das kulturelle europäische Erbe in den Vordergrund gestellt werden. Vorgängerprogramme waren zunächst Raphael, Ariane und Kaleidoskop. Diese wurden Anfang 2000 von dem Förderprogramm Kultur 2000 abgelöst.

## Fördergruppen und -länder
Das Programm unterstützt kulturelle Einrichtungen, Projekte, Öffentlichkeitsarbeit und Forschung der EU-Mitgliedsstaaten sowie der EWR-Länder Liechtenstein, Norwegen und Island. Darüber hinaus werden auch kulturelle Aktivitäten in den EU-Kandidatenländern Kroatien, Türkei und Mazedonien gefördert wie auch in Serbien, Montenegro und Bosnien-Herzegowina.

## Ziele
Ziel des Programms ist es, grenzüberschreitende, kulturelle Kooperations-Projekte aus dem Europäischen Raum zu fördern, um dadurch die kulturelle Vielfalt Europas herauszustellen und das gemeinsame Kulturerbe zu stärken.
Für das Programm wurden drei spezifische Ziele formuliert:
1. Die Unterstützung der grenzüberschreitenden Mobilität von Menschen, die im Kultursektor arbeiten
2. Die Unterstützung der grenzüberschreitenden Verbreitung von kulturellen und künstlerischen Werken und Erzeugnissen
3. Die Förderung des interkulturellen Dialogs.[4]

## Aktionsbereiche
Es gibt drei Aktionsbereiche, in denen die im Rahmen dieses Programms geförderten Projekte unterstützt werden können: Kulturelle Projekte, Kulturelle Einrichtungen auf europäischer Ebene und Analyse- und Verbreitungsaktionen.

### Unterstützung kultureller Projekte
Das Programm unterstützt grenzüberschreitende Projekte im europäischen Raum dabei, kulturelle und künstlerische Aktivitäten zu initiieren und durchzuführen. Der Schwerpunkt besteht darin, beteiligten Organisationen wie Museen, Forschungszentren, Hochschulen, Kulturinstituten etc. bei der Zusammenarbeit zu unterstützen. Im Bereich der Förderung von kulturellen Projekten gibt es drei Maßnahmen:
1. Mehrjährige Kooperationsprojekte: In einem Zeitraum von drei bis fünf Jahren arbeiten mindestens sechs Kulturakteure aus verschiedenen Ländern an einem gemeinsamen Projekt, das vor allem in der Anfangs- und Aufbauphase finanziell gefördert wird.
2. Kooperationsmaßnahmen: In einem Zeitraum von maximal zwei Jahren werden vor allem kreative und innovative Projekte gefördert, denen Kulturakteuren aus mindestens drei verschiedenen Ländern angehören müssen.
3. Sondermaßnahmen: Die hier geförderten Projekte müssen breit angelegt sein und Symbolwirkung haben. Projekte dieser Art müssen „bei den Bürgerinnen und Bürgern Europas auf große Resonanz stoßen und dazu beitragen, das Verständnis für die kulturelle Vielfalt und das Gefühl der Zugehörigkeit zu ein und derselben Gemeinschaft stärker ins Bewusstsein zu rücken“ (EACEA: Das Portal der Europäischen Union), wie beispielsweise die Aktion Kulturhauptstädte Europas.[5]

### Unterstützung von kulturellen Einrichtungen
Mit dieser Maßnahme werden kulturelle Einrichtungen unterstützt, die auf europäischer Ebene aktiv sind oder es sein wollen und dabei den Austausch mit anderen Institutionen dieser Art in Europa fördern. Hierzu zählen Botschafter, Netzwerke von Interessengruppen und Plattformen für strukturierten Dialog.

### Unterstützung von Analyse- und Verbreitungsaktionen
In diesem Aktionsbereich werden Kooperationsprojekte gefördert, die zwischen einem und zwei Jahren laufen und an denen sich mindestens drei Einrichtungen aus unterschiedlichen Ländern beteiligen. Unterstützung erhalten solche Einrichtungen, die sich mit der Bewertung oder Einschätzung des Einflusses von Kulturpolitik auf verschiedenen Ebenen im europäischen Bereich beschäftigen.

## Fördermittel
Für den gesamten Projektzeitraum stehen insgesamt 400 Mio. Euro zur Verfügung.